# 東洋車輌
東洋車輌株式会社（とうようしゃりょう）は、かつて日本に存在した鉄道車両メーカーである。
大正期に福岡県で創業し、電車、貨車を中心に蒸気機関車やガソリンカーも手掛けた。昭和金融恐慌を乗り切れず工場は閉鎖された。

## 沿革
第一次世界大戦による好景気時の1917年（大正6年）、福岡県八幡市枝光（現・北九州市八幡東区）に合資会社枝光鉄工所として設立された。1919年（大正8年）7月に株式会社に改組、専務は今井多三郎が就任し、松永安左エ門を相談役に迎え、取締役技師長には汽車製造の工藤兵治郎を引き抜いた。工藤は工藤式蒸気動車を発明した人物でありこの蒸気動車販売を期待したものであった。ところが目論見は外れてわずか2両に留まり、最後の国内新製車両となった。1919（大正8）年度には客車・電車29両、貨車72両を製作し、職工数は164人であった。
しかしまもなく戦後不況となり、1923年（大正12年）3月には前年に設立したばかりの東洋車輌株式会社に合併されることになった。この合併劇については不況期に東洋車輌を設立したこと自体が異例で、重役には太田光凞や五島慶太などの私鉄関係者が加わっており、今井が支援を要請したと見られる。以降路面電車、貨車の製造を主に扱っていたが、昭和金融恐慌は東洋車輌の販路である地方鉄軌道の経営不振により需要の減少をまねき、加えて同業者間の受注競争は採算度外視の争奪戦となり、1931年（昭和6年）に工場は閉鎖された。

### 年表
- 1917年（大正6年）5月 合資会社枝光鉄工所設立[9]
- 1919年（大正8年）7月 株式会社に改組[10]
- 1922年（大正11年）5月 東洋車輌株式会社設立（企救郡足立村 代取松永安左エ門）[11]
- 1923年（大正12年）3月 東洋車輌が枝光鉄工所を合併
- 1923年（大正12年）頃企救郡足立村（現・北九州市小倉北区）黒原に移転
- 1931年（昭和6年）工場閉鎖

## 主な製造車両
- 電車
  - 1916年[12]、京王電気軌道9形電車（9 - 12）木製単車、枝光鉄工所
  - 1917年、京王電気軌道15形電車（15 - 18）木製単車、枝光鉄工所
  - 1919年、京王電気軌道19形電車（19 - 22）木製ボギー車。京王初のボギー車、枝光鉄工所
  - 1920年 - 1923年、京王電気軌道23形電車（23 - 48）木製ボギー車、枝光鉄工所。この形式の途中から発注先が日本車輌製造、雨宮製作所に変わる。
  - 1920年、小倉電気軌道（1 - 5）木製単車、枝光鉄工所
  - 1920年、九州電灯鉄道（61 - 70）木製単車、枝光鉄工所
  - 1920年 - 1922年、玉川電気鉄道（16 - 24）木製ボギー車、枝光鉄工所
  - 1921年 - 1923年、札幌電気軌道40形電車（41 - 58）木製単車。このうち54 - 58号が東洋車輌名義
  - 1922年、横浜電気鉄道131形電車（131 - 150）木製単車、枝光鉄工所
  - 1922年、温泉電軌（B15 - B17）木製ボギー車、枝光鉄工所
  - 1922年、西武軌道21形電車 （21・22）木製ボギー車。京王電気軌道23形電車と同系列、枝光鉄工所
  - 1923年、京阪100型電車（142 - 152）京阪1型電車の更新で車体を製造、東洋車輌
  - 1923年、九州鉄道モワ101・102、モト201・202木製ボギー車、東洋車輌
  - 1924年、九州鉄道1形電車（モ1 - 16）木製ボギー車、東洋車輌
  - 1924年、西武軌道23形電車 （23 - 27）木製ボギー車、東洋車輌
  - 1924年、筑摩電気鉄道ホデハ4・5 木製ボギー車。竣工届けは1926年、東洋車輌
  - 1926年、京阪30型電車（31 - 36）半鋼製ボギー車、東洋車輌
  - 1927年、九州鉄道50形電車（ク51 - 54）木製ボギー車、東洋車輌
  - 1927年、大牟田電気軌道1形電車（9 - 13）木製単車、東洋車輌
  - 1927年、三河鉄道デ100形電車（107・108）木製ボギー車、東洋車輌
  - 1927年-1928年、名古屋市交通局BLA形電車（1205 - 1210）半鋼製ボギー車、東洋車輌
  - 1928年、養老電気鉄道モハニ11・12 半鋼製ボギー車、東洋車輌
  - 1928年、養老電気鉄道クハ201 - 204 半鋼製ボギー車、東洋車輌
  - 1929年、宇部鉄道モハ21形電車（21 - 24）半鋼製ボギー車、東洋車輌
  - 1929年、桑名電軌（5）半鋼製単車、東洋車輌
- 鋼索鉄道用車両
  - 1926年、比叡山鉄道1・2 車体のみ
  - 1929年、別府遊園地索道1・2 車体のみ
  - 1929年、愛宕山鉄道1・2 車体のみ
- 機関車
  - 1920年、日出生鉄道3号 軌間762 mm
  - 1921年、耶馬渓鉄道8号 軌間762 mm、日出生鉄道3号とは同形
  - 1921年、太宰府軌道4号 軌間914 mm
  - 1923年、九州水力電気（北筑軌道線）4・5 電気機関車、安川電機・枝光鉄工所
- 蒸気動車
  - 1919年、東肥鉄道ジハ1
  - 1920年、筑前参宮鉄道ジハ1
- ガソリンカー
  - 1929年、温泉鉄道（雲仙鉄道）カハ5 1937年廃車
- 客車
  - 1919年、防石鉄道ハ1 - 4、ハニフ1・2 木製2軸車 開業時
  - 1921年、江若鉄道ハ1形（1・2）木製2軸車 開業時
  - 1921年、宇佐参宮鉄道ハ1・2 木製ボギー車 開業時 同じ北九州にある岡部鉄工所の客車に酷似[13]
  - 1926年、佐世保鉄道ハ10・11
  - 1929年、住友別子鉱山鉄道ホハフ1 - 6ボギー車
- 貨車
  - 貨車については鉄道省指定工場の認定を受けていた。